# Фиолетовый турако
Фиолетовый турако, или фиолетовый гологлазый турако (лат. Tauraco violaceus) — вид птиц из семейства тураковых.

## Описание

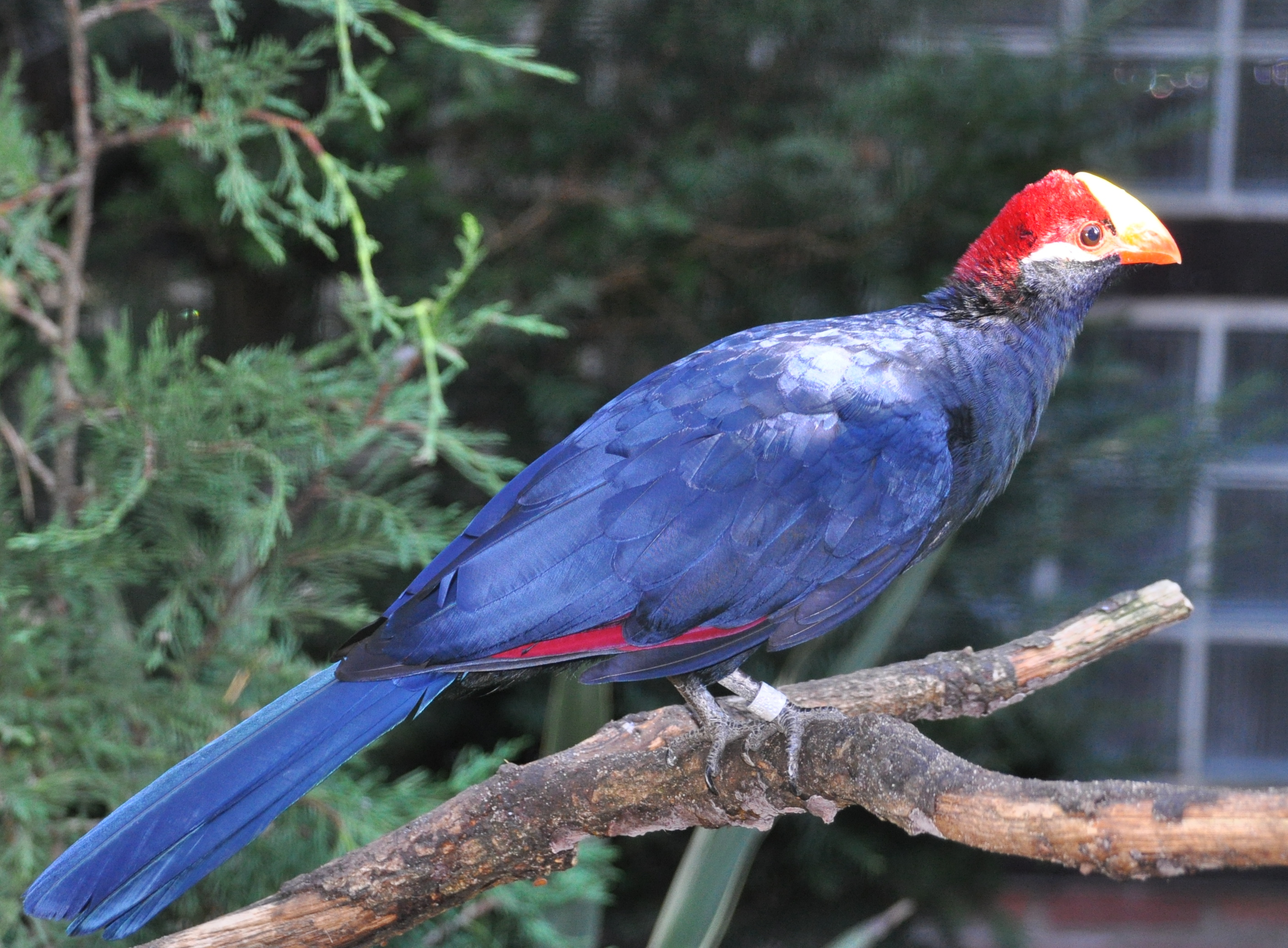

Общая длина тела с хвостом достигает 50 см, длина крыла 22—24 см, масса 360 г. Окраска оперения тёмная фиолетово-синяя, верх головы и первостепенные маховые перья крыльев ярко-красные. Клюв массивный, красно-оранжевый, вверху переходит в жёлтый роговой лобный щиток. Неоперенные участки вокруг глаз красно-оранжевые. От близкого турако Росса отличается узкой белой полосой за глазом и очень коротким хохлом на голове. Голос — средней высоты, резкие и протяжные воркующие ноты.
Подвидов не образует.

## Ареал и места обитания
Фиолетовый турако распространен в тропиках Западной Африки от юга Сенегала, Гамбии и Гвинеи-Бисау до крайнего юга Чада и севера ЦАР. Обитает в основном в равнинных тропических лесах, где держится преимущественно на опушках и в галерейных лесах возле рек и ручьев, залетает в городские сады и парки. Встречается до высоты 1000 м.

## Питание
Питается в основном плодами фикусов.

## Фото

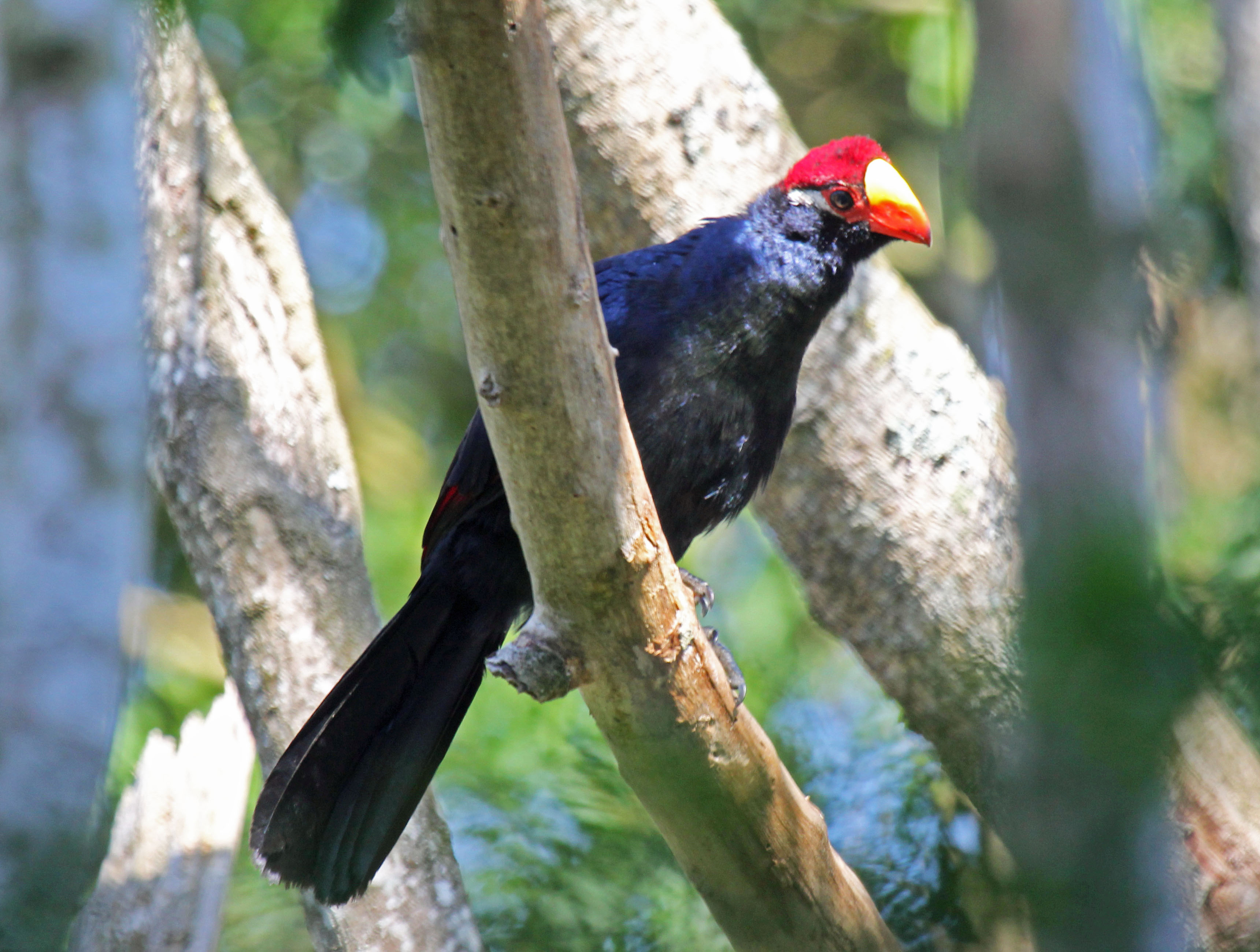
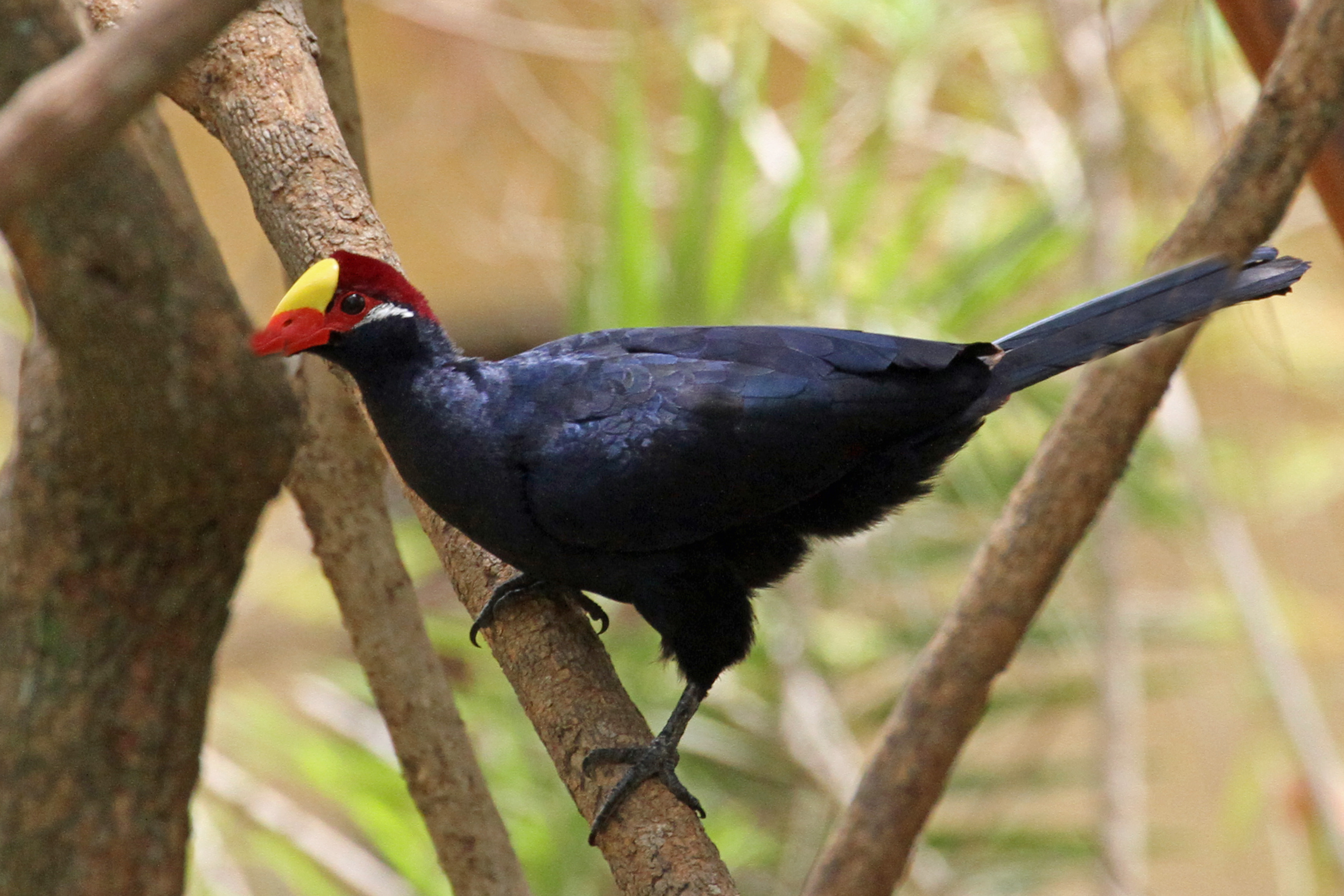
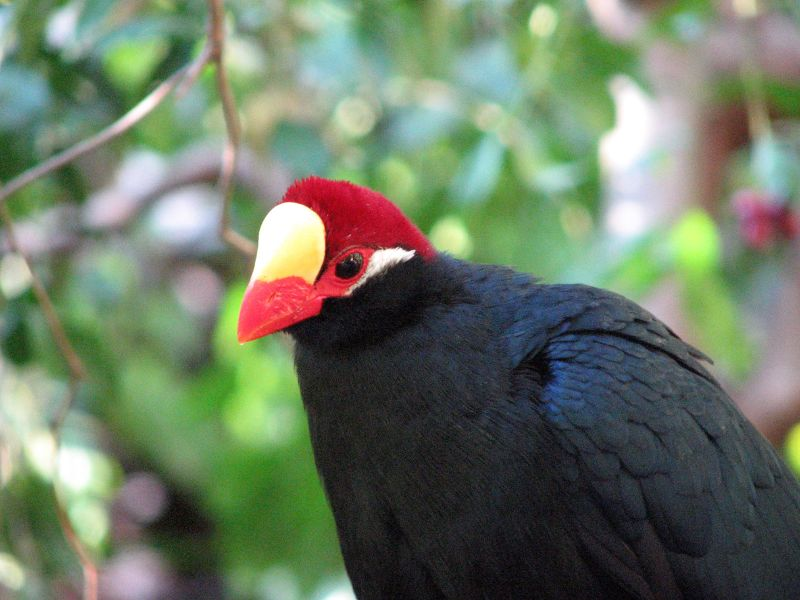
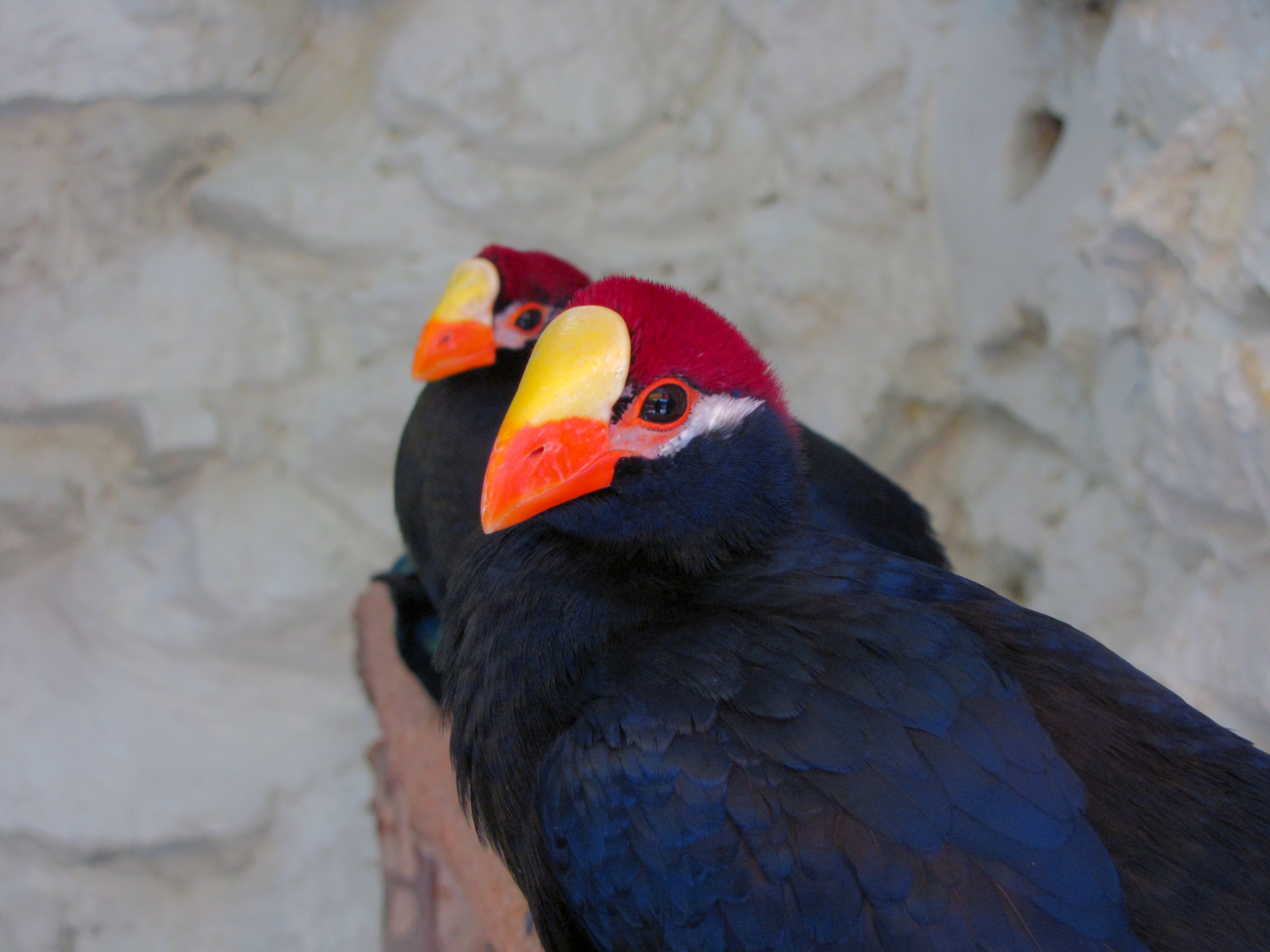
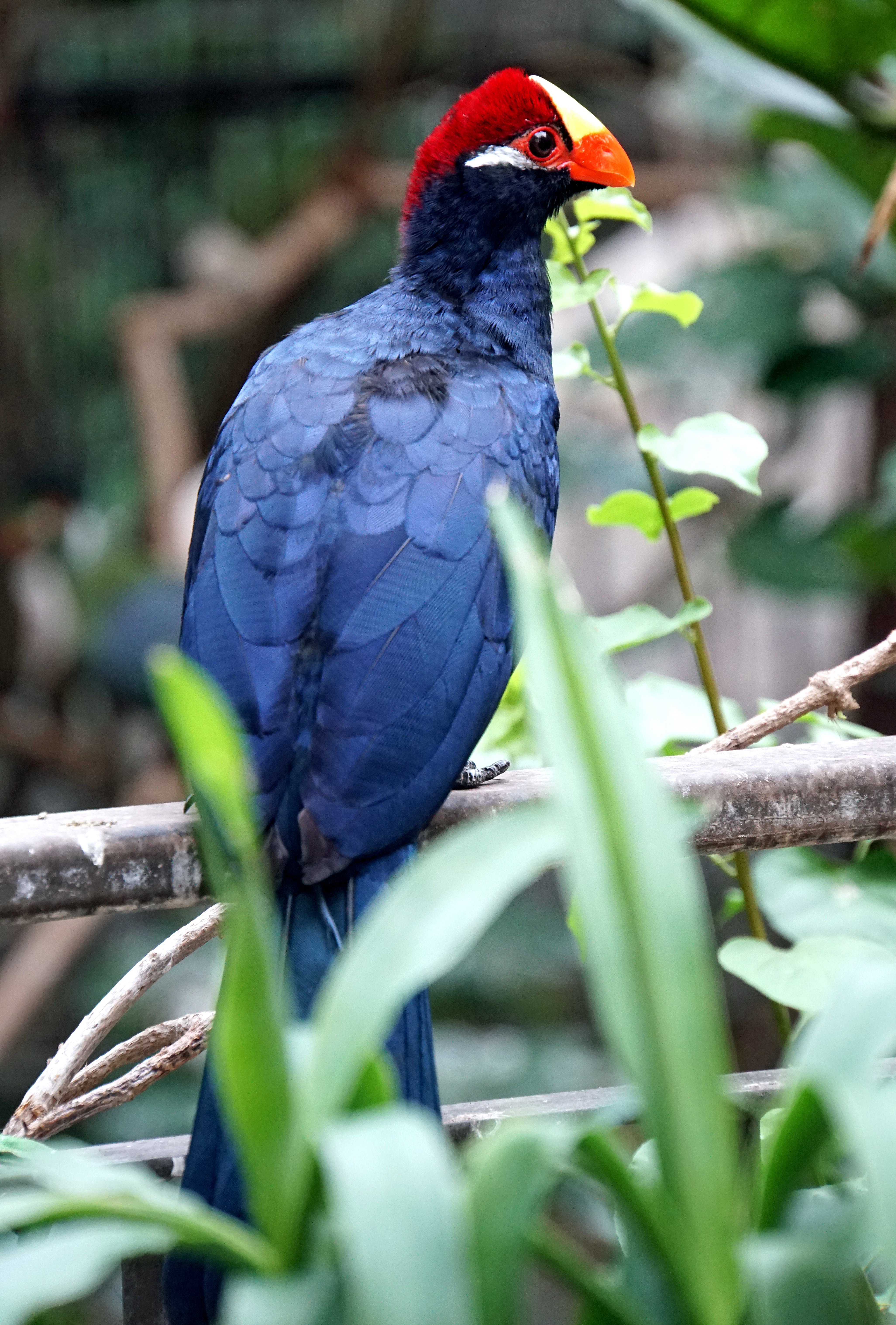
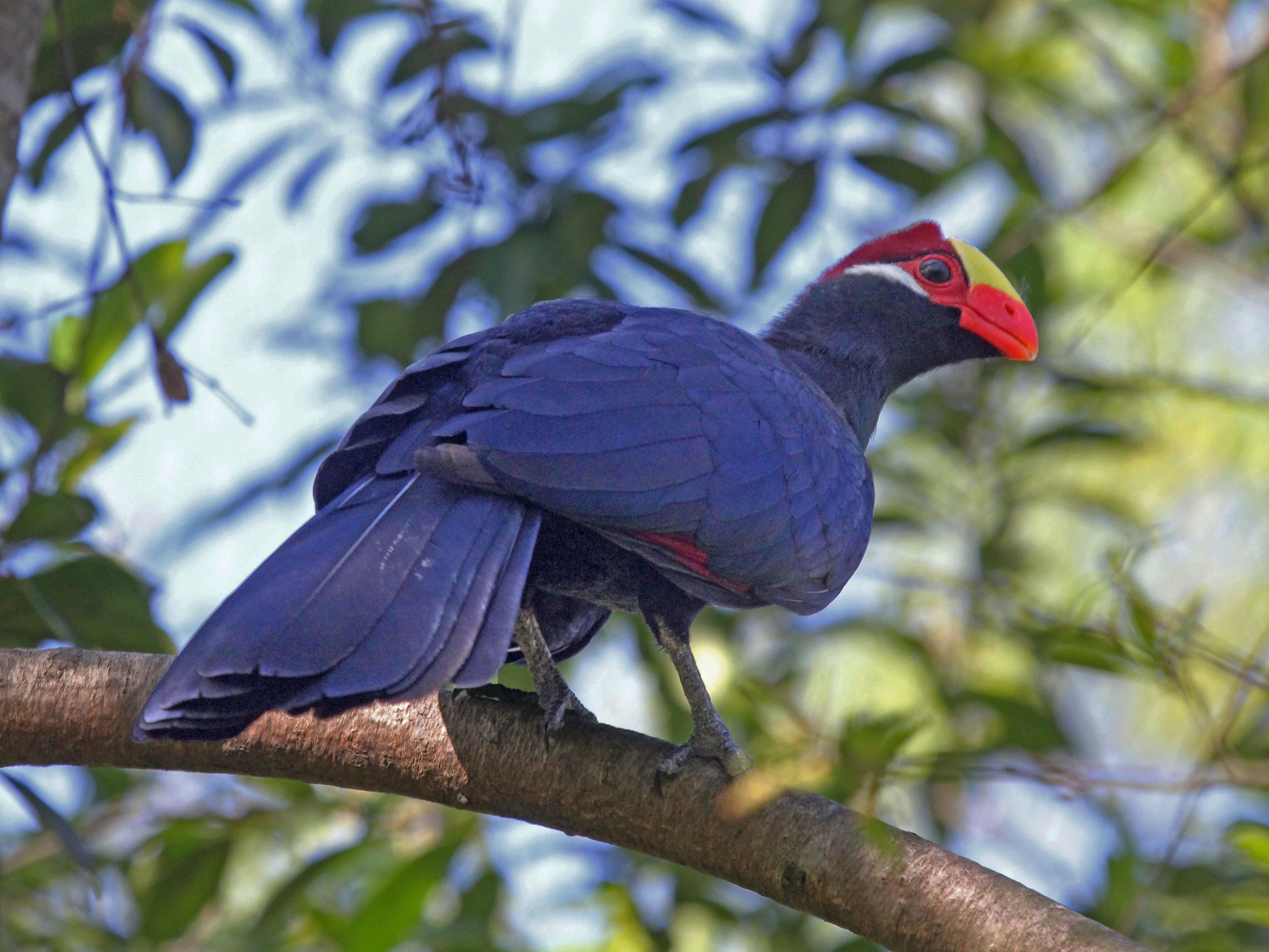
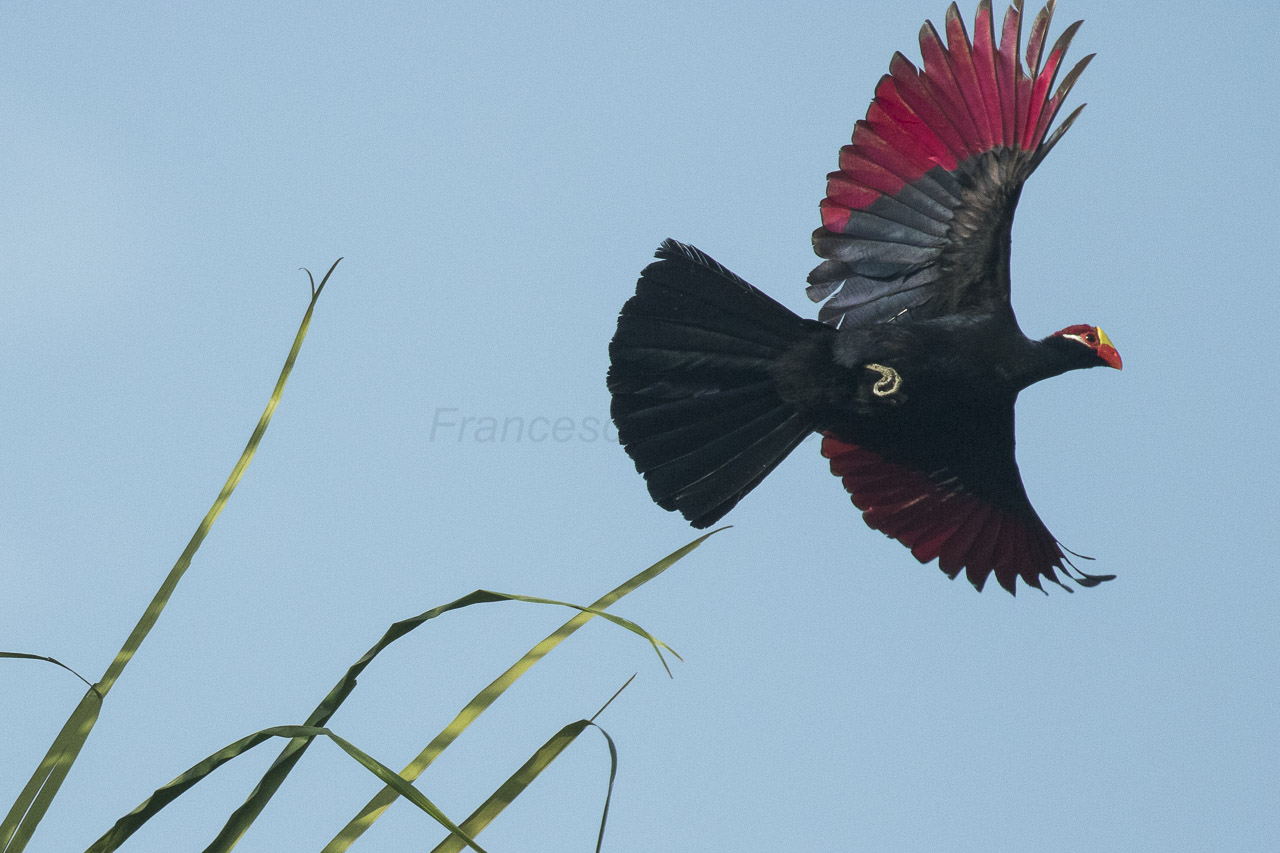